# Бурки (Брагінський район)
Бурки (біл. вёска Буркі) — агромістечко в складі Брагінського району розташоване в Гомельській області Білорусі. Агромістечко підпорядковане Бурковській сільській раді і є центром Бурківської сільської ради, у якій мешкає 398 осіб (станом на 2004 рік).
Агромістечко Бурки розташоване на південному сході Білорусі, у південній частині Гомельської області, неподалік від районного центру Брагіна (за 7 кілометрів західніше).